# 血と油と運河
『血と油と運河』（ちとあぶらとうんが）は、梶山季之の長編小説。中東紛争による石油危機を扱った経済小説。

## 内容
70年代はじめに、石油ショックが日本を襲い、石油製品の価格が急騰する。三星商事の社長・広崎は危機を乗り越えんと石油開発事業に情熱を注ぐ。アラビア半島、ソ連、アメリカ、インドネシアと駆け回り、石油を確保しようと奮闘する。

## 登場人物
- 広崎皎介 - 三星商事の社長。東大卒で、前社長をクーデターで倒し、今も会長（前社長）派との対立を抱えている。55歳。
- 広崎芳枝 - 皎介の二十も年下の後妻で社長夫人。社内では顧問弁護士と浮気をしている。
- 木島和子 - 皎介の一人娘で先妻の子。 パンなど洋食が好き。
- 木島宏 - 皎介の娘婿。秘書課長。旧姓を名乗るが、皎介宅で同居している。
- 山川次郎 - 三星商事の会長。前社長で表向きは勇退という事になっている。広い部屋から追い出され、せまい会長室には不満分子が度々訪れている。
- 片岡金吾 - 三星商事の取締役。皎介の右腕でやり手。
- 三橋玖美子 - 片岡の姪で役員付きの秘書。片岡宛ての親書もみな開封してしまう。
- 木田嘉三 - 皎介の公用車の運転手。
- マーガレット - ショーパブのゲイボーイ[2]で舞台の花形ダンサー。
- カール・ロイド - アメリカの新聞記者。ユダヤ系の出自を持つ。
- シャーリー・ヘボン - フランスの娼婦。
- ソーニャ - 通訳。正体はソ連の諜報部員。
- 広崎信二 - 皎介の甥で外務官僚。現在は駐ソ日本大使館員。
- 詫間夏彦 - 前衛画家。皎介の主治医の息子。
- 蒲谷数雄 - 三星商事の顧問弁護士。社長夫人の芳枝と不倫関係。会長の山川に逢引の現場を見られてしまう。
- アデリア - 三星商事ニース駐在所の秘書。皎介の「現地妻」の日仏ハーフ。皎介の子を妊娠したらしい。
- 高山 - アラビア現地法人の駐在員。皎介派閥に属し、片岡取締役の実働部隊。

## 発表
1974年から『週刊読売』に連載され、完結後、集英社から1975年に単行本として出版された。

## 書誌情報
- 『血と油と運河』　集英社　1975年
- 『血と油と運河』集英社文庫　1978年 ISBN 4-087-50136-1